# Wappen-Rädertier
Das Wappen-Rädertier (Brachionus calyciflorus) ist eine Art aus der Gattung Brachionus aus dem Stamm der Rädertiere (Rotatoria). Brachionus calyciflorus zeigt zyklische Parthenogenese (sexuelle und asexuelle Vermehrung), ein Übergang zu obligater Parthenogenese ist möglich. Das Rädertier wird aufgrund dieser Eigenschaft auch in der biologischen Forschung genutzt.

## Morphologie
Der Fuß ist lang und flexibel. Anterior liegen vier Stacheln, posterior finden sich 0–2 Stacheln. Männchen sind kleiner als weibliche Tiere.
Unterarten sind z. B. B. c. var. pala und B. c. var. dorcas.

## Ökologie
Brachionus calyciflorus ist planktisch in Seen und kleineren Gewässern weit verbreitet.